# Gourrama (kommun)
Gourrama (franska: Gourrama (CR), Gourrama (Commune Rurale), arabiska: النزالة) är en kommun i Marocko.   Den ligger i provinsen Midelt och regionen Drâa-Tafilalet, 300 km sydost om huvudstaden Rabat. Antalet invånare är 9 439.